# Televisión Nacional Uruguay
Televisión Nacional Uruguay ili TNU urugvajska je državna televizijska postaja u vlasništvu Ministarstva kulture i obrazovanja. S radom je započela 19. lipnja 1963.
Kao zemaljska televizijska postaja pokriva područje cijelog Urugvaja, a kao satelitska postaja područje cijele Južne Amerike i Španjolske.
Cjelokupni prijenos odvija se na španjolskom jeziku. Središte postaje nalazi se u glavnom gradu zemlje Montevideu.
Veći dio programa čine dokumentarni filmovi, zabavne emisije i razgovori učeničkog odnosno obrazovnog sadržaja.

## Vanjske poveznice
- Službene stranice postaje (šp.)